# Ernest Wickersheimer
Ernest Wickersheimer, né le 12 juillet 1880 à Bar-le-Duc et mort le 6 août 1965 à Schiltigheim, est un médecin, historien de la médecine et bibliothécaire français. Après avoir exercé à la bibliothèque de l’Académie nationale de médecine à Paris, il dirige la Bibliothèque nationale et universitaire de Strasbourg (BNU) de 1919 à 1950. À ce poste il organise l'évacuation de l'institution à Clermont-Ferrand au début de la Seconde Guerre mondiale.

## Biographie

### Jeunesse et formation
Charles Adolphe Ernest Wickersheimer est le fils d’Emma Sophie Madeleine Stahl et d’Ernest Wickersheimer, médecin militaire originaire de Handschuheim ayant quitté l’Alsace lors de son annexion par l'Empire allemand en 1871. Établie à Bar-le-Duc, la famille s’installe à Paris en 1885 ce qui amène le jeune Ernest suivre des études secondaires au lycée Janson-de-Sailly avant d’entreprendre une formation universitaire à la faculté de médecine.
Le 19 juillet 1905, il soutient une thèse intitulée La médecine et les médecins en France à l’époque de la Renaissance et se voit décerner la médaille d’argent par la faculté. Le sujet de sa thèse est d’ordre historique et le conduit à fréquenter des bibliothèques et archives, contribuant ainsi à la direction que prend sa carrière.
À partir du 1er février 1906, il est stagiaire à la bibliothèque de la faculté de médecine pour deux ans. Durant ce stage il passe six mois à l’université d’Iéna, en Saxe-Weimar-Eisenach, afin d’apprendre les méthodes bibliothéconomiques utilisées en Allemagne. Il effectue ce séjour auprès de son oncle maternel, le professeur de botanique Christian Ernst Stahl, puis devient l’élève de Karl Sudhoff, éminent historien de la médecine médiévale pour lequel un institut d’histoire de la médecine a été créé à Leipzig en Saxe, foyer international de recherche et d’enseignement.

### Début de carrière
À son retour en France, Wickersheimer réussit en 1908 le concours du certificat d’aptitude aux fonctions de bibliothécaire (CAFB), premier de sa promotion. La même année paraît son Index chronologique des périodiques médicaux de France de 1679 à 1856. Wickersheimer est ensuite nommé à la Sorbonne le 1er décembre 1909. Durant l’année 1910, il entreprend un voyage aux États-Unis, notamment à Crown Point dans l’État de l'Indiana, où il épouse Edith Rudolf. Ce séjour lui permet de rencontrer d’autres spécialistes de l’histoire de la médecine et des sciences. À l’issue de son voyage, il publie Notes sur quelques bibliothèques américaines. À son retour à Paris, il devient bibliothécaire à l’Académie nationale de médecine le 1er novembre 1910. Pour cette institution, il élabore le Catalogue alphabétique des ouvrages imprimés depuis 1872.
Mobilisé le 2 août 1914, il soigne les blessés et les malades durant la Première Guerre mondiale pour devenir médecin-major en 1918 après l’obtention de deux promotions. Il reçoit la croix de chevalier de la Légion d’honneur et la croix de guerre en raison de son courage. À la fin du conflit, l’Alsace-Lorraine passe sous administration française. Il est alors envoyé à Strasbourg le 19 février 1919 pour diriger l'ancienne Kaiserliche Universitäts- und Landesbibliothek zu Strassburg (à savoir, la « Bibliothèque régionale universitaire et impériale ») fondée par l'administration impériale allemande en 1871. D’abord chargé de mission, il est nommé directeur de l’institution le 24 mars 1920. Lorsque les statuts de celle-ci sont définitivement adoptés le 23 juillet 1926 par les autorités françaises, Wickersheimer se voit attribuer les fonctions d'administrateur de la Bibliothèque nationale et universitaire de Strasbourg (BNU), nom de prend alors l’établissement.

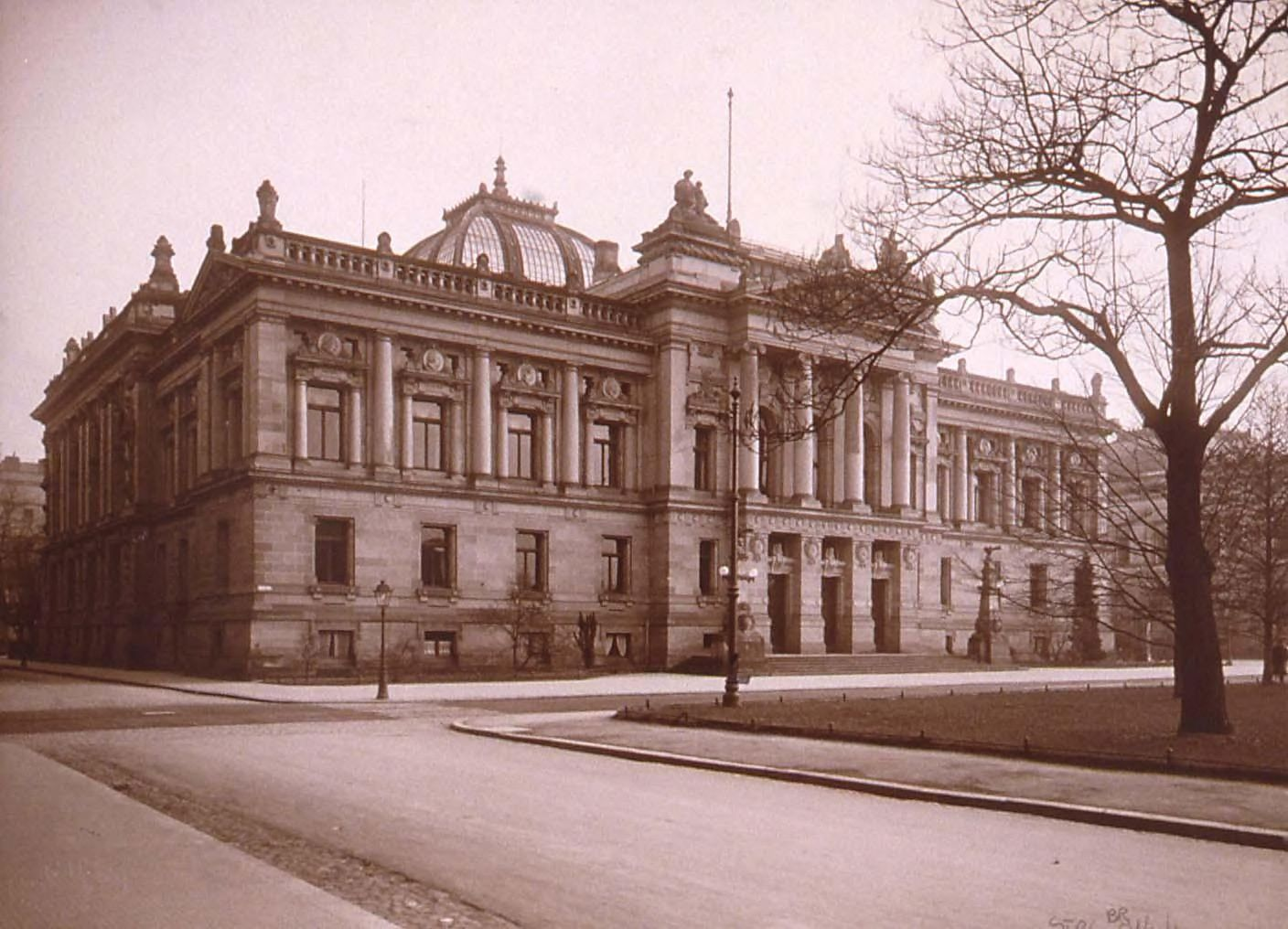
Le bâtiment de la Bibliothèque nationale et universitaire de Strasbourg en 1934.

À la tête de la bibliothèque il entreprend de profondes modifications dans l'organisation de l'établissement avec l'aide de Henri Omont, inspecteur des bibliothèques et des archives, pour y instaurer les pratiques bibliothéconomiques françaises. Wickersheimer met alors en place une nouvelle classification bibliographique des documents dès 1919 en remplaçant le classement systématique, héritée de la période allemande, par une cotation numérique pour mieux organiser les rayonnages. La décision suscite de nombreuses protestations parmi le personnel durant tout l'entre-deux-guerres. Cette réforme est inspirée de celle mise en place par Léopold Delisle à la Bibliothèque nationale à Paris. Wickersheimer met en place d'autres changements pour réformer le fonctionnement de la BNU, notamment en instaurant des registres d'inventaire et en mettant deux nouveaux catalogues de la bibliothèque à disposition du public. Ces différentes réformes permettent d'adapter l'établissement aux standards documentaires internationaux.

### Durant la Seconde Guerre mondiale
Au déclenchement de la Seconde Guerre mondiale, débute l'évacuation des régions françaises frontalières de l'Allemagne nazie, notamment Strasbourg. Les habitants et les services administratifs partent en direction du Massif central et du sud de la France. Le personnel de la Bibliothèque nationale et universitaire reçoit ainsi l'ordre de se replier à Clermont-Ferrand, tout comme le personnel de l'université de Strasbourg. L'intégralité des documents est également transférée vers le Puy-de-Dôme à partir de 1939. Wickersheimer est mobilisé comme médecin-commandant durant la bataille de France. Il confie à Marie Kuhlmann et à Serge Fischer la supervision du transfert des collections de la bibliothèque vers l'université de Clermont-Ferrand, le château de Cordès, celui des Quayres et celui de Theix, ainsi qu'à Châteaugay et Pont-du-Château.

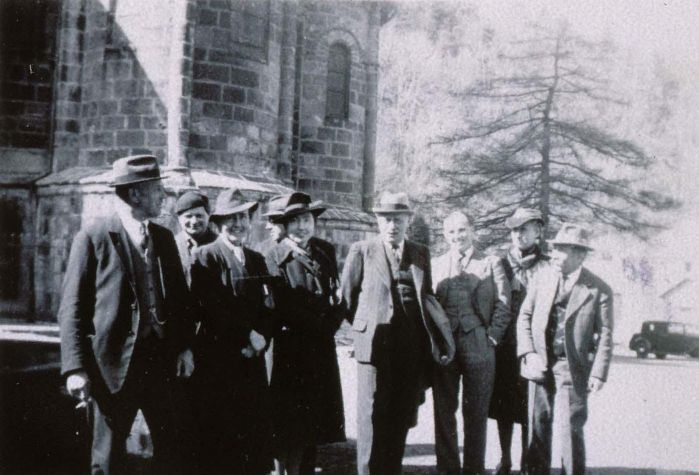
Ernest Wickersheimer (au centre) aux côtés d'Édith Bernardin et de Marie Kuhlmann lors des célébrations de Pâques à Orcival en 1940.

Après l'Armistice du 22 juin 1940, Wickersheimer rejoint les services de la BNU repliée en Auvergne et organise l'activité de la bibliothèque, avec une équipe et des moyens réduits, au service des deux universités clermontoise et strasbourgeoise. À la suite de l'annexion de l'Alsace par le Reich, les autorités allemandes fondent la Universitäts- und Landesbibliothek Strassburg (à savoir, « Bibliothèque régionale et universitaire de Strasbourg ») dans le bâtiment évacué par la BNU en 1939 et exigent le retour des collections à Strasbourg en 1941. Le gouvernement de Vichy est contraint de céder aux menaces allemandes pour éviter le pillage de la bibliothèque de la Sorbonne par les forces d'occupation. Opposé à ce projet, Wickersheimer et son équipe ne participent pas à ce transfert et conservent leurs bureaux à Clermont-Ferrand pour y maintenir symboliquement l'administration de la BNU.
Lors de la libération de l'Alsace par les Alliés, il se rend à Strasbourg pour examiner les collections dont certaines ont été abîmées ou détruites lors des bombardements et des combats dans la région. Il prépare également le retour des services de la bibliothèque après cinq années de repli dans le Massif central.

### Fin de carrière
La guerre terminée en Europe, le directeur de la BNU quitte définitivement Clermont-Ferrand le 2 juin 1945. Les services administratifs de l'établissement reprennent possession des locaux de la bibliothèque à Strasbourg abandonnés depuis plusieurs mois par les autorités allemandes. Celles-ci ont transféré à l'automne 1944 une partie des collections en allemand vers la bibliothèque universitaire de Göttingen, au centre du Reich, face à l'avancée des troupes alliées.
À son retour à Strasbourg, Wickersheimer supervise la réparation du bâtiment bombardé durant le conflit et la réouverture de l'institution au public. Il se charge également de reconstituer les collections disparues. Du 6 au 21 mars 1946 il entreprend ainsi une expédition à travers l'Allemagne occupée avec deux agents de la bibliothèque pour mener trois camions dotés chacun d'une remorque de 15 tonnes afin de récupérer les livres transférés à Göttingen : 31 062 volumes et 8 392 brochures reviennent ainsi à Strasbourg.
Le directeur de la BNU est fait officier de la Légion d'honneur en 1948. Les chantiers d'après-guerre au sein de la bibliothèque sont achevés pour la plupart lorsqu'il prend sa retraite le 30 avril 1950. Maurice Piquard lui succède à la tête de l'institution. Ernest Wickersheimer demeure membre du conseil d'administration de la BNU jusqu'à sa mort le 6 août 1965.

## Travaux scientifiques
Comme historien de la médecine, Ernest Wickersheimer a été membre de plusieurs sociétés savantes françaises, allemandes, belges, britanniques, cubaines, néerlandaises, suédoises et suisses.
Il est ainsi secrétaire général de la Société française d'histoire de la médecine de 1910 à 1919, membre du Comité des travaux historiques et scientifiques en 1927 et de la Société internationale d'histoire de la pharmacie en 1951, puis président de la Société internationale d'histoire de la médecine de 1954 à 1964. En 1964 il devient secrétaire perpétuel de l'Académie internationale d'histoire des sciences dont il est membre depuis 1930. Il fréquente également le milieu universitaire d'Allemagne de l'Ouest, intègre l'Académie des sciences et des lettres de Mayence en 1950 et l'Académie Léopoldine en 1955, puis reçoit le titre de docteur honoris causa en médecine de l'université Johann Wolfgang Goethe de Francfort-sur-le-Main en 1960. Il préside par ailleurs la Société pour la conservation des monuments historiques d'Alsace de 1947 à 1960.
Spécialiste de l'histoire de la médecine au Moyen Âge, notamment de l'École de médecine de Salerne, il est l'auteur de huit ouvrages et de 250 contributions dans une cinquantaine de revues scientifiques,. Ainsi paraît le Dictionnaire biographique des médecins de France au Moyen Âge en 1936 puis Les manuscrits latins de médecine du haut Moyen Âge dans les bibliothèques de France en 1966, à titre posthume.

## Décorations
- Officier de l'Instruction publique (1905)[18]
- Croix de guerre 1914-1918, une étoile d'argent et une étoile de bronze (1917)[19]
- Officier de la Légion d'honneur (1948)[1]